# Sean Banan

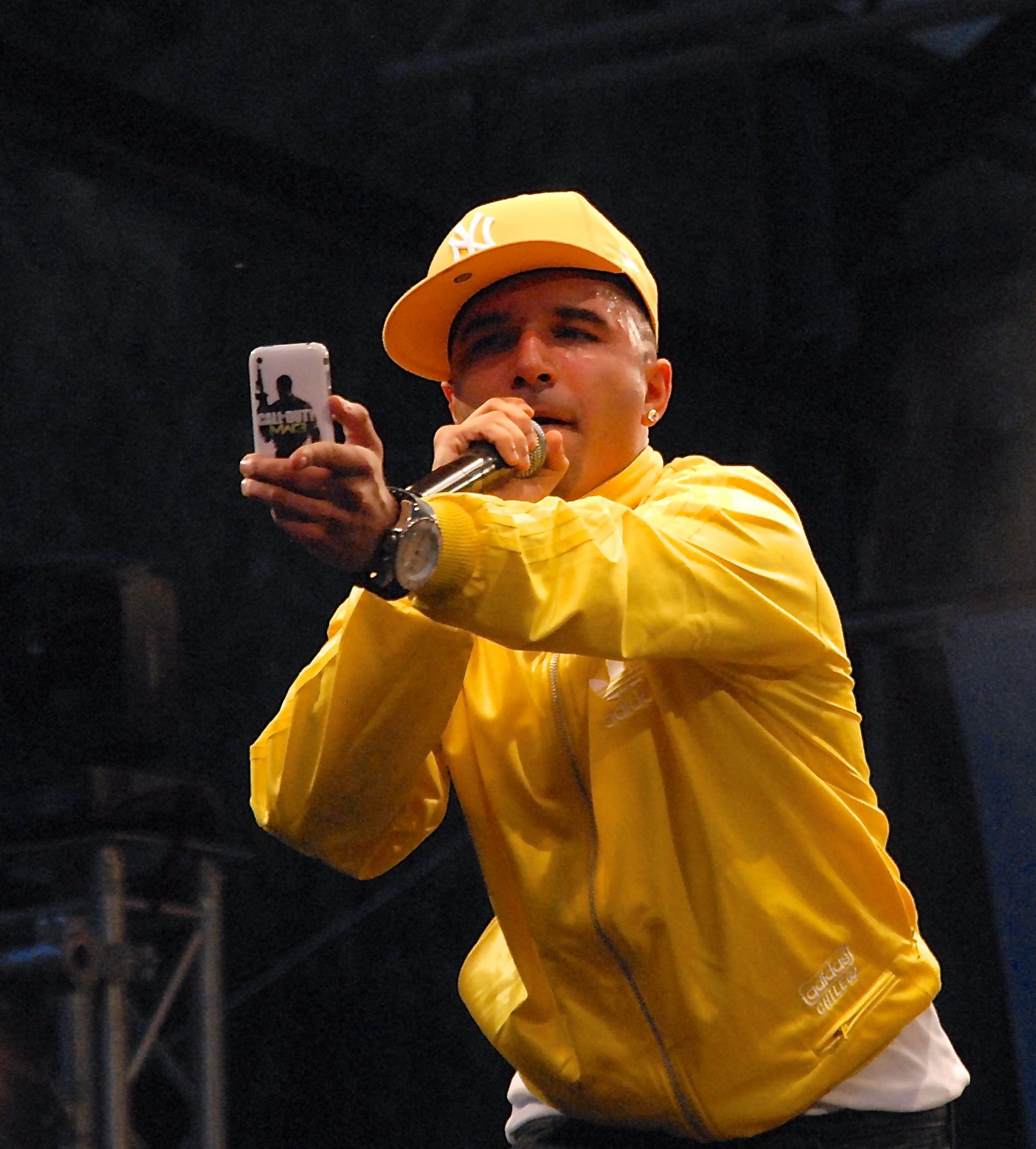
Sean Banan en UNG08 Festival de Estocolmo, 2011

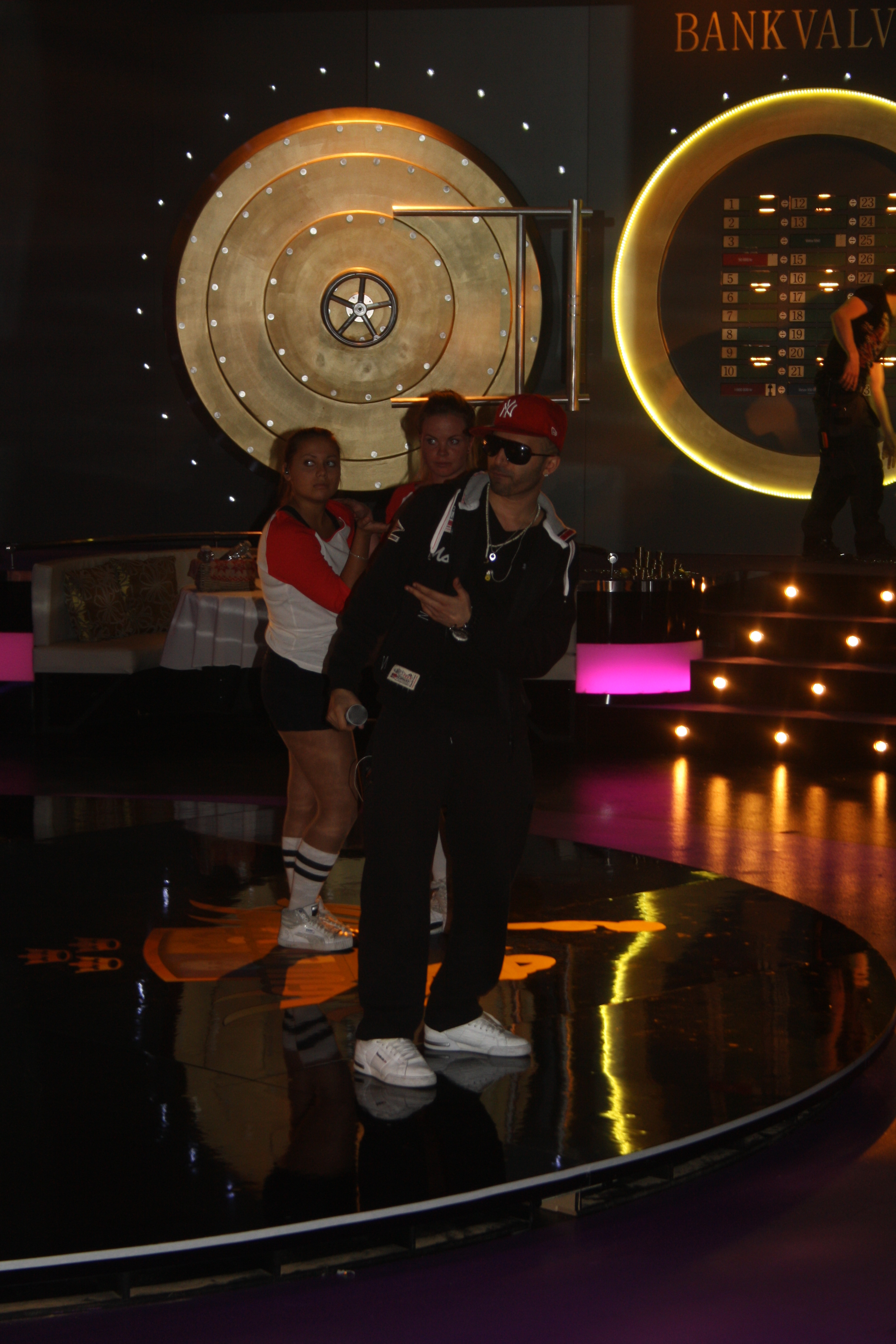
Presentación de Sean Banan en 2012

Sina Samadi, más conocido por su nombre artístico Sean Banan, (medio banano, que parece ser un juego de palabras de su nombre) es un comediante y músico sueco de origen iraní. Su familia emigró a Suecia cuando tenía apenas 2 años de edad y residido en Göteborg. Sina Samadi tomó clases en rumba, flamenco, Rock, cha-cha-cha, ballet y street dance. Luego trabajó como coreógrafa y profesora de danza. En 2006, apareció en TV3 programa de baile ya desaparecido "Floor Filler". Se convirtió en un fenómeno de Internet inmediatamente después de aparecer en una entrevista en 2007, después de responder a algunas preguntas acerca de sus preferencias y dijo que prefería "rumpa" (trasero) a pechos. "Rumpa" se convirtió en un eslogan que usaría en muchos de sus futuros conciertos.
Hizo el papel de un periodista viajero en el programa de televisión de comedia de 2010  Cirkus Möller que se transmitió por TV4. Ese mismo año participó en la sesión | programa 's Kanal 5 (Suecia) Kanal 5 Djävulsrallyt en su tercera serie.
Su sencillo "Skaka Rumpa" fue lanzado el 16 de junio de 2010 y entró en la lista de sencillos de Suecia en la posición # 13 en su primera semana, alcanzando el puesto # 8 de la semana siguiente.
Banan participó en Melodifestivalen 2012 con "Sean den Förste Banan" que pasó la etapa semifinal, pero fue eliminado en la "Second Chance" ronda sin llegar a la final. Pero a pesar de esto, la canción fue muy popular serie alcance 3 en Sverigetopplistan, la Carta oficial de Sencillos sueco.
En Melodifestivalen 2013, participó con "Copacabanana". Tras actuar en la semifinal en la Scandinavium, Göteborg, llegó 1st/2nd y calificado directamente a la final, donde terminó en el sexto lugar.
Su primera película, Sean Banan inuti Seanfrika, fue lanzado en 2012 y fue criticada por los críticos.

## Filmografía

### Actuaciones en películas
- 2010: Habilidades como Stretcc
- 2012: Sean Banan inuti Seanfrika como él mismo

### Actuaciones en Series TV
- 2006: Floor Filler (danza)
- 2010: Cirkus Möller (comedia)
- 2010: Djävulsrallyt
- 2010: Sommarkrysset
- 2011: Helt magiskt
- 2011: Äntligen fredag

## Discografía

### Álbumes
| Año  | Título                | Posición ( SWE) |
| ---- | --------------------- | --------------- |
| 2012 | Sean den Förste Banan | 3               |
| 2013 | ' Copacabanana        | 2               |

### Sencillos
| Año  | Título                  | Pico Posición ( SWE) | Álbum                 |
| ---- | ----------------------- | -------------------- | --------------------- |
| 2010 | "Skaka rumpa"           | 4                    |                       |
| 2010 | "Puss Puss"             | 54                   |                       |
| 2010 | "Gott nytt julio"       | 2                    |                       |
| 2011 | "Händer i luft"         | -                    |                       |
| 2012 | "Sean den Förste Banan" | 3                    | Sean den Förste Banan |
| 2013 | "Copabanana"            | 3                    | Copabanana            |